# Halt and Catch Fire (serial telewizyjny)
Halt and Catch Fire – dramatyczny amerykański serial telewizyjny wyprodukowany przez AMC Studios. Pomysłodawcami serialu są Christopher Cantwell i Christopher C. Rogers. Serial był emitowany od 1 czerwca 2014 roku do 21 października 2017 roku przez stację kablową AMC.
W Polsce serial był emitowany od 12 kwietnia 2015 roku do 23 sierpnia 2015 roku przez CBS Europa. Kolejne dwa sezony był emitowane przez AMC Polska.

## Fabuła
Akcja serialu rozgrywa się na początku lat 80. XX wieku. Serial opowiada o Joe MacMillanie, Gordonie Clarku  i Cameron Howe, pracujących nad projektem komputera osobistego kompatybilnego z IBM PC.

## Obsada
- Lee Pace jako Joe MacMillan[4]
- Scoot McNairy jako Gordon Clark[5]
- Mackenzie Davis jako Cameron Howe
- Kerry Bishé jako Donna Clark[6]
- Toby Huss jako John Bosworth[7]
- Mark O’Brien jako  Tom, prowadzi dział IT w firmie prawniczej[8]
- Aleksa Palladino jako Sarah, niezależna dziennikarka[8]

### Role drugoplanowe
- David Wilson Barnes jako Dale Butler[9]
- Scott Michael Foster jako Hunt Whitmarsh
- Graham Beckel jako Nathan Cardiff
- Bianca Malinowski jako Debbie
- Morgan Hinkleman jako Joanie Clark
- Alana Cavanaugh jako Haley Clark
- Eric Goins jako Larry
- Pete Burris jako Ed
- Randy Havens jako Stan
- Will Greenberg jako Brian Braswell
- John Getz jako Joe MacMillan
- Annette O’Toole jako Susan Emerson
- August Emerson jako Malcolm „Lev” Levitan
- Cooper Andrews jako Yo-Yo Engberk
- Mike Pniewski jako Barry Shields
- James Cromwell jako Jacob Wheeler[10]
- James Dumont[10]
- Annabeth Gish jako Diane Gould (sezon 3)[11]
- Manish Dayal jako Ryan Ray (sezon 3)[11]
- Matthew Lillard jako Ken Diebold (sezon 3)[11]

## Odcinki
| Sezon | Sezon | Odcinki | Oryginalna emisja  | Oryginalna emisja    | Oryginalna emisja  | Oryginalna emisja | Oryginalna emisja |
| Sezon | Sezon | Odcinki | Premiera sezonu    | Finał sezonu         | Premiera sezonu    | Finał sezonu      |                   |
| ----- | ----- | ------- | ------------------ | -------------------- | ------------------ | ----------------- | ----------------- |
|       | 1     | 10      | 1 czerwca 2014     | 3 sierpnia 2014      | 12 kwietnia 2015   | 14 czerwca 2015   |                   |
|       | 2     | 10      | 31 maja 2015       | 2 sierpnia 2015      | 21 czerwca 2015    | 23 sierpnia 2015  |                   |
|       | 3     | 10      | 23 sierpnia 2016   | 11 października 2016 | 20 lipca 2017      | 21 września 2017  |                   |
|       | 4     | 10      | 19 sierpnia 2017 . | 21 października 2017 | 28 września 2017 . | 30 listopada 2017 |                   |

## Produkcja
20 sierpnia 2014 roku, stacja AMC zamówiła 2 sezon. 9 października 2015 zamówiła 3 serię, a 12 października 2016 czwartą, finałową.